# Комуністична партія Австралії
Комуністична партія Австралії (англ. Communist Party of Australia) була заснована у 1920 і розпущена у 1991. Партія набула своєї найбільшої сили у 1940-их і стикнулась із загрозою заборони партії у 1951 році. Хоча партія ніколи не займала домінуючу позицію в австралійській політиці, вона мала значний вплив на профспілки, соціальні течії і національну культуру.

## Історія

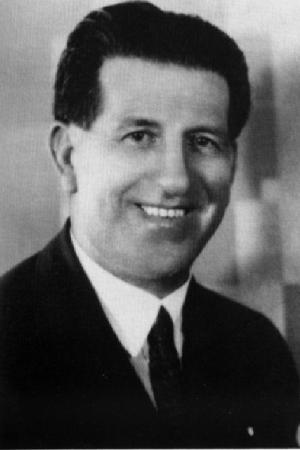
Джон Гарден співзасновник Комуністичної партії у 1920

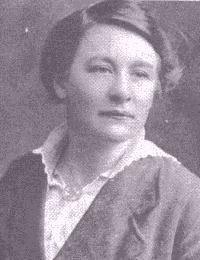
Адела Панхарст співзасновниця Комуністичної партії у 1920

Комуністичну партію було засновано у Сіднеї у жовтні 1920 групою соціалістів, натхненних Жовтневою революцією у Росії. Серед засновників партії були: відомий профспілковий діяч Сіднея Джон Гарден, Адела Панхарст, дочка британського суфражиста Еммелін Панхарста і більшість тоді незаконної австралійської секції Індустріальні робітники світу (IWW). IWW швидко залишив Комуністичну партію з її первинними членами з причини розбіжностей у поглядах з керівництвом Радянського Союзу і Більшовизму. На ранніх стадіях, головним чином зусиллями Гардена, партія досягла деякого впливу у профспілковому русі у Новому Південному Уельсі, але до середини 1920-их партія перетворилась на звичайну секту.
У пізніших 1920-их партію було відновлено Джеком Кевенейджем, досвідченим канадським комуністичним активістом, і Есмондом Хіггінсом, талановитим Мельбурнським журналістом, племінником члена Високого суду. Але у 1929 лідери партії впали у немилість до Комінтерну, який відповідно до розпорядження Сталіна прийняв перехід до надзвичайної революційної риторики (так званий «Третій період»). 
Нові лідери партії: Джек Майлз, Спіер Шаркі та Річард Діксон ввели партію під цілковитий контроль Комінтерну, під яким залишались упродовж 30 років. Протягом 1930-их партія відчула деяке зростання, особливо після 1935, коли Комінтерн змінив свою політику, спрямувавши її проти фашизму. Рух «Проти фашизму» було засновано з метою об’єднання всіх супротивників фашизму під керівництвом комуністів.
Комуністична партія почала завойовувати позиції у профспілках на кшталт Федерації шахтарів і Федерації портових робітників, хоча її кандидати до парламенту майже завжди провалювали вибори.
У 1939 нацистська Німеччина і Йосиф Сталін з боку СРСР підписали Пакт про ненапад і, незважаючи на докорінні розбіжності між диктатурами, вони стали головними винуватцями у спалахові Другої світової війни. Внаслідок Комуністична партія Австралії протистояла висуванню австралійських збройних сил проти нацизму на ранніх стадіях війни. Роберт Мензіс заборонив Комуністичну партію після того, як Франція здалась у 1940. Але 1941 року Сталін був змушений долучитись до союзників, Гітлер зрадив своєму слову і вторгнувся до СРСР. Це дещо підвищило позиції партії. Кількість її членів зросла до 20,000, це дало змогу встановити контроль над багатьма вкрай важливими профспілками. Тоді кандидата від Комуністичної партії Фред Патерсона було обрано до Законодавчої асамблеї  Квінсленду. 
Після 1945 і початку холодної війни у партії почалось стабільне падіння. 1949 року партія ініціювала страйк шахтарів. Уряд Бена Чіфлі побачив у цьому виклик з боку комуністів, що може підірвати його авторитет серед пролетаріату, і використав армію для розгону страйкарів. 
До 1960-их кількість членів партії зменшилась до 5,000. У 1966 році партія почала видавати власний журнал. Але згодом Празька весна 1968 року викликала іншу кризу. Наступник Шаркі на посту лідера партії Лорі Ааронс засудив вторгнення радянських військ до Чехії, що призвело до розколу в партії, в результаті чого утворилась нова Соціалістична партія Австралії.
Протягом 1970-их – 1980-их партія продовжувала зменшуватись, незважаючи на демократизацію своїх внутрішніх структур. Зрештою кількість членів партії до 1990 року становила менше ніж тисячу осіб.
1991 Комуністичну партію було розпущено і створено Нову ліву партію. Нову партію було призначено для залучення ширшого загалу, але цього не сталося. Партію було розформовано 1992 року. 
У 1996 Соціалістична партія вирішила використовувати вільне на той час ім’я Комуністичної партії Австралії. Ця партія у наш час підтримує комуністичні традиції в Австралії, але вони не мають в наш час[коли?] політичного значення.

## Спадок
Багато років Комуністична партія та її члени проводили кампанії щодо поліпшення виробничих умов для робітників, заперечення фашизму та інших диктатур, рівних прав для жінок та громадянських прав для аборигенів. Вони досягли деяких успіхів у цих галузях. Але партія ніколи не користувалась значним успіхом у населення. 